# Mar Cotelo Balmaseda
Mar Cotelo Balmaseda (Logroño, 31 de marzo de 1973)  es una política española, diputada por La Rioja en el Congreso durante la XII legislatura.

## Biografía
Es licenciada en Derecho y posee un máster en Asesoría Fiscal y Tributaria. En 2003 formó parte de la candidatura del Partido Popular al Ayuntamiento de Logroño. Desde ese año y hasta 2007 fue gerente del Centro Municipal de Comercio del Ayuntamiento de Logroño, desde 2007 hasta 2011 fue asesora de Presidencia del Gobierno de La Rioja y entre 2011 y 2015 fue jefa de gabinete de la Consejería de Industria, Innovación y Empleo. En 2016 ejerció como jefa de gabinete de Alcaldía del Ayuntamiento de Logroño. Ese mismo año formó parte de las listas del Partido Popular al Congreso, siendo elegida diputada por La Rioja.